# Genlisea roraimensis
Genlisea roraimensis este o specie de plante carnivore din genul Genlisea, familia Lentibulariaceae, ordinul Lamiales, descrisă de Nicholas Edward Brown. Conform Catalogue of Life specia Genlisea roraimensis nu are subspecii cunoscute.